# Balwad, Gulbarga
Balwad là một làng thuộc tehsil Gulbarga, huyện Gulbarga, bang Karnataka, Ấn Độ.